# Kristine Andersen
Pour les articles homonymes, voir Andersen.
Kristine Andersen, née le 2 avril 1976, est une handballeuse internationale danoise évoluant au poste de demi-centre.
Avec l'équipe du Danemark, elle participe notamment aux jeux olympiques de 1996 et 2004, où elle remporte deux médailles d'or,. 
Elle est également sacrée championne d'Europe en 1996 et 2002. En 2002, elle sera élue meilleure demi-centre du tournoi.

## Palmarès

### En équipe nationale
Jeux olympiques d'été
- médaille d'or aux Jeux olympiques de 1996 à Atlanta
- médaille d'or aux Jeux olympiques de 2004 à Athènes

championnat d'Europe 
- vainqueur du championnat d'Europe 1996
- finaliste du championnat d'Europe 1998
- vainqueur du championnat d'Europe 2002

### En club
compétitions internationales
- vainqueur de la coupe d'Europe des vainqueurs de coupe en 2004 (avec Ikast Bording EH)
- vainqueur de la coupe EHF en 2002 (avec Ikast Bording EH)
- vainqueur de la coupe des Villes en 1998 (avec Ikast Bording EH)

compétitions nationales
- championne du Danemark en 1998 (avec Ikast Bording EH)
- vainqueur de la coupe du Danemark en 1998, 1999 et 2001 (avec Ikast Bording EH)

### Récompenses individuelles
- élue meilleure demi-centre du championnat d'Europe 2002[4]